# Stadhouderskade 30

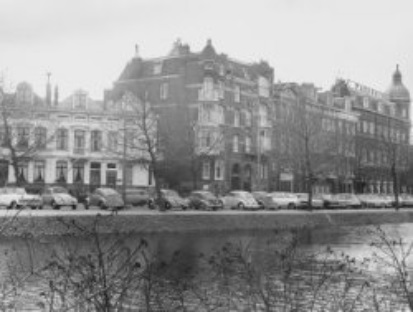
Stadhouderskade 25-33
nr 30 in het midden met erker

Het gebouw Stadhouderskade 30 is een pand aan de Stadhouderskade/Singelgracht te Amsterdam-Zuid.
Het gebouw is neergezet waarschijnlijk naar een ontwerp van Willem Langhout, die hier in de buurt meer gebouwen heeft neergezet en ontworpen. Het woonhuis heeft vier etages en een zolderverdieping. Het gebouw valt op aan de Stadhouderskade vanwege:
- een ronde erker op de eerste en tweede etage, die op de derde etage overgaat in een balkon;
- de zuidelijke gevel bevat niet alleen de ronde erkers en balkon, maar is zelf ook gebogen op de begane grond
- tussen de huisnummers 30 en 31 is door een bocht in de Stadhouderskade alhier een niet-bebouwde ruimte ontstaan in de vorm van een taartpunt.
- aan de achterzijde van nummer 30 is een uitbouw neergezet, die niet geheel rechthoekig is, eveneens als gevolg van de bocht.

Het principe van de erker(s) die een balkon ondersteunt is terug te vinden in Langhouts ontwerpen voor Keizersgracht 18 en Frederiksplein 12.
Volgens een plattegrond van de gemeente zou hier D. van Eijk gewoond hebben, een bankier en lid van Provinciale Staten, die in 1911 het gevang in moest vanwege fraude. In de jaren zestig van de 20e eeuw was hier gevestigd Rosenberg's im/export, die dat verzorgde voor Côte d'Or.
Oost ·
160 ·
158 ·
157 ·
156 ·
155 ·
151-154 ·
149-150 ·
145-146 ·
142-144 ·
140-141 ·
137-139 ·
135-136 ·
130-134 ·
129 ·
128 ·
125-127 ·
123-124 ·
116-122 ·
115 ·
110-113 ·
100-101 ·
97 ·
95-96 ·
93-94 ·
92 ·
91 ·
89-90 ·
87-88 ·
86 ·
85 ·
84 ·
82-83 ·
78-79 ·
77 ·
Heineken Brouwerij ·
74 ·
72-73 ·
69-70 ·
68 ·
67 ·
65-66 ·
64 ·
62-63 ·
60-60a ·
58-59 ·
56-57 ·
Willemshuis ·
Van Nispenhuis ·
Kapel van Sint Josephs Gezellen-Vereeniging ·
54 ·
52-53 ·
47-49 ·
Carel Willinkplantsoen ·
Polderhuis ·
Ruysdaelkade 2-4 ·
Judith Leysterbrug ·
42 (Rijksmuseum) ·
40-41 ·
31-35 ·
30 ·
29 ·
Park Centraal Amsterdam ·
Stedemaagd (Vondelpark) ·
Byzantium ·
Koepelkerk ·
12 (Marriott) ·
Persilhuis ·
7 ·
5 ·
3 ·
1 ·
West